# Kiss of the Spider Woman (1985)
Kiss of the Spider Woman (Portugees: O Beijo da Mulher Aranha) is een Braziliaans-Amerikaanse film uit 1985 die werd bekroond met een Oscar en genomineerd voor de Gouden Palm. De film was gebaseerd op de roman El beso de la mujer araña ("De kus van de spinvrouw") van de Argentijnse schrijver Manuel Puig. De film werd geregisseerd door Héctor Babenco en opgenomen in São Paulo (Brazilië). De hoofdrollen werden gespeeld door William Hurt, Raúl Juliá en Sônia Braga.

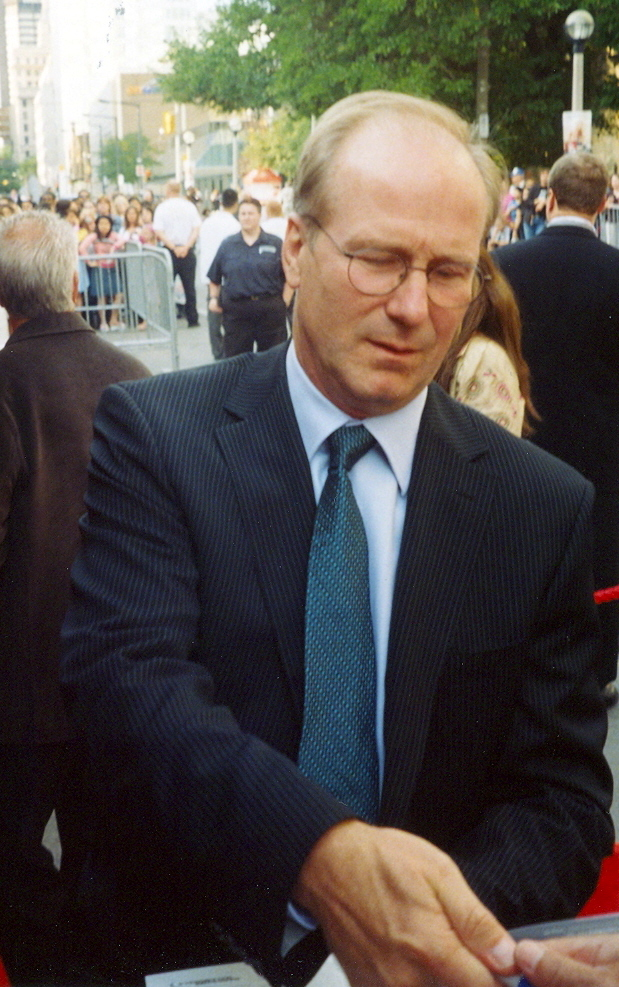
William Hurt
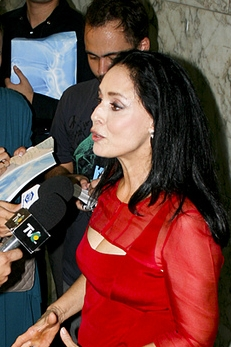
Sônia Braga

## Verhaal
In een overvolle gevangenis in een niet nader genoemd Latijns-Amerikaans land delen twee mannen een aparte cel.  Het is een ongewoon privilege in een gevangenis waar iedere cel tientallen gevangenen herbergt. De reden dat Luis Molina en Valentin Arregui zoveel ruimte wordt gegund heeft dan ook een duistere achtergrond. Valentin is een linkse revolutionair en de leider van een verzetsgroep. De geheime politie martelt hem om achter de verblijfplaats van zijn vrienden te komen. Arregui is echter taai en vertelt niets. 
Er wordt een list verzonnen en de veroordeelde homoseksueel Luis Molina wordt met Valentin in een cel geplaatst. Molina die veroordeeld is voor seks met een minderjarige krijgt de opdracht informatie aan Valentin te ontfutselen in ruil voor een amnestie. In de cel, waar niets is te doen, probeert Molina de tijd te doden door verhalen te vertellen. Hij gebruikt hiervoor een oude nazi-propagandafilm die hij navertelt.
Valentin die nog altijd wordt geslagen en gemarteld wantrouwt Molina en is vol afkeer van diens homoseksualiteit. Zijn weerstand mindert echter en meer en meer geeft hij zich over aan de verhalen van zijn celgenoot. Molina die verliefd wordt op Valentin probeert de revolutionair af te leiden van de gruwelijkheden van de verhoren. Op zeker ogenblik weet hij ook sigaretten, snoep en ander lekker eten los te krijgen van de geheime politie. Langzaam krijgt Valentin ook een zekere genegenheid voor Molina en de twee mannen worden vrienden. Uiteindelijk hebben ze zelfs seks met elkaar. 
De geheime politie begrijpt nu dat het experiment is mislukt. Ze laten Molina vrij in de hoop dat hij hen naar de kameraden van Valentin zal leiden.  Als Molina uit de cel wordt gehaald heeft hij van Valentin een telefoonnummer gekregen om in contact te komen met de verzetsgroep. Hoewel Valentin weet dat Molina hem bespioneerd heeft, wil hij toch gebruikmaken van deze kans om zijn vrienden in te lichten over zijn gevangenschap. Molina weigert echter het nummer te gebruiken uit angst voor de geheime politie. Uiteindelijk besluit hij toch te bellen en een afspraak te maken voor een ontmoeting met de kameraden van Valentin. De geheime politie laat Molina echter achtervolgen en verrast de revolutionairen. In het vuurgevecht dat volgt, wordt Molina neergeschoten. Een politieman biedt Molina hulp aan in ruil voor het telefoonnummer. Maar hij weigert en bloedt dood. 
In de gevangenis wordt Valentin ondertussen nog altijd gemarteld. De gevangenisdokter geeft hem morfine tegen de pijn en langzaam zakt Valentin weg en droomt van de mooie spinvrouw die hem meevoert naar haar eiland.

## Rolverdeling
| Acteur           | Personage                         |
| ---------------- | --------------------------------- |
| William Hurt     | Luis Molina                       |
| Raúl Juliá       | Valentin Arregui                  |
| Sônia Braga      | Leni Lamaison / Marta / spinvrouw |
| José Lewgoy      | Gevangenbewaarder                 |
| Milton Gonçalves | Agent van de geheime politie      |
| Míriam Pires     | Moeder van Luis Molina            |
| Nuno Leal Maia   | Gabriel                           |
| Fernando Torres  | Americo                           |
| Patricio Bisso   | Greta                             |
| Herson Capri     | Werner                            |
| Denise Dumont    | Michelle                          |
| Antônio Petrin   | Clubfoot                          |
| Wilson Grey      | Flunky                            |
| Miguel Falabella | Luitenant                         |

## Achtergrond
De film is gebaseerd op de gelijknamige roman van Manuel Puig. Het boek viel op vanwege het ontbreken van een verteller. Er is alleen dialoog, hier en daar onderbroken door monologue intérieur.  De films die Molina navertelt (of verzint, dat blijft in het midden) vormen een belangrijk onderdeel van de roman. In het boek beschrijft Molina vijf films, wat in de film wordt teruggebracht tot twee. Net als in het boek is de film een studie naar liefde en verraad.  Molina is verliefd op Valentin en probeert hem af te leiden van de realiteit van de martelingen en verhoren door verhalen vol liefde en romantiek te vertellen. 
De lievelingsfilm van Molina, de nazi-film, gaat over een jonge Franse vrouw die verliefd wordt op een Gestapo-officier. Ze sterft in zijn armen als ze wordt doodgeschoten door het verzet. Het is vooraankondiging van het einde van Molina. Alleen zijn hier en daar de rollen verwisseld. Molina wordt verliefd op de revolutionair Valentin en wordt doodgeschoten als hij in contact wil komen met diens kameraden. Op het einde maakt Molina dan zijn verraad goed door zonder praten te sterven. Door de vriendin van Valentin, Marta, op te voeren als de fictieve Franse vrouw in de nazi-film en de geheimzinnige spinvrouw worden realiteit en fictie vermengd. De nazifilm en de film over de spinvrouw vormen een droomwereld waarin Molina zijn gevoelens kan projecteren en doorgeven aan Valentin. Het verraad en de romantiek is er ook aan de kant van Marta, die in feite Valentin heeft opgegeven, hij wordt aan zijn lot overgelaten. Net zoals Molina zijn mond houdt aan het einde van de film, zo houdt Valentin zijn mond. Ondanks dat hij is opgegeven, verraadt hij zijn kameraden niet. Liefde wordt hierdoor een metafoor voor opoffering. Molina offert zich op voor zijn geliefde Valentin en Valentin voor Marta en de revolutie. Hier loopt ook een parallel naar het lijdensverhaal van Christus. Met een kus wordt Jezus door Judas verraden, waarna de eerste zich kan opofferen voor de mensheid.

## Productie
Leonard Schrader schreef een scenario gebaseerd op de roman van Puig. Niet lang nadat David Weisman de productie van de film in gang had gezet kreeg hij bezoek van acteur Burt Lancaster. Lancaster wilde het personage van Luis Molina spelen en kwam met een alternatief filmscenario dat hij zelf geschreven had. Hij had ook al een filmtest gedaan in vrouwenkleren. Lancaster haakte echter af toen producer David Weisman weigerde zijn filmscenario te gebruiken. Vervolgens trok Weisman William Hurt aan om Molina te spelen. William Hurt was in die tijd in opkomst door rollen in succesvolle producties als Body Heat en Gorky Park. Regisseur  Héctor Babenco dacht echter dat hij  zou samenwerken met de Britse acteur John Hurt en was niet te spreken over de casting van William Hurt, die bekendstond als een lastig acteur om mee te werken. Hurt en Babenco hadden dan ook regelmatig ruzie tijdens de opnames. Tot overmaat van de ramp was er ook weinig chemie tussen Hurt en Raul Julia. Hurt stelde toen voor dat hij en Julia van personage zouden wisselen. Het experiment viel goed uit en Hurt stelde aan Babenco ven Weisman voor om permanent van rol te wisselen. Het voorstel werd wel overwogen, maar uiteindelijk toch afgewezen. Hurt beschouwde de rolwisseling echter wel als nuttig om een beter begrip te krijgen van het personage dat Raul Julia speelde.  De ruzies tussen Babenco en Hurt waren overigens niet de enige ruzies, de regisseur lag ook regelmatig overhoop met scenarist Schrader over de interpretaties van het script.
De opnames verliepen niet zonder problemen. Het Engelstalige scenario resulteerde in een in het Engels gesproken film, wat weer problemen opleverde voor Sonia Braga die deze taal niet machtig was. Babenco liet Braga om die reden haar tekst fonetisch uitspreken. 
Halverwege de opnames werd Hurt ontvoerd door een bende en tegen een muur gezet. Hij vreesde voor zijn leven, maar werd uiteindelijk ontzet. De acteur verzweeg het incident uit angst dat de opnames zouden worden stilgelegd. Hurt wilde de film namelijk zo graag maken dat hij - net als Raul Julia - alleen zijn reiskosten liet vergoeden. 
Desondanks kwam de productie in financiële problemen toen een Franse distributeur zich terugtrok en de opnames van de film-in-de-film in Europa geschrapt  moesten worden. Producer David Weisman had ook grote schulden bij de montagestudio in Los Angeles. Op zeker moment moest hij zelfs uitwijken naar New York om de film te kunnen afmaken. De problemen met de montage leidden ertoe dat de eerste versie van de film werd geweigerd op het New York-filmfestival van 1984 en vervolgens door geen enkele distributeur werd aangekocht. Weisman liet de film opnieuw monteren, een proces dat een jaar duurde, waarna Kiss of the Spiderman met groot succes werd vertoond in Cannes in 1985.

## Dvd
De film werd in 2008 uitgebracht op dvd. Deze dvd bevat ook een making of-documentaire van producer David Weisman. 

## Ontvangst
Na het succes op het filmfestival in Cannes werd Kiss of the Spider Woman op 25 juli 1985 uitgebracht in de VS. De film brak alle bezoekersrecords tijdens het openingsweekend.

## Prijzen
Kiss of the Spider Woman won de prijs voor beste film op het Internationaal filmfestival van Seattle. De film werd ook genomineerd voor vier Golden Globes en de Gouden Palm in Cannes. Regisseur Héctor Babenco kreeg een speciale juryprijs op het Internationaal filmfestival van Tokio. William Hurt won voor zijn rol de Academy Award voor Beste Acteur in 1985. De film werd ook genomineerd voor drie andere Oscars (waaronder de Oscars voor beste film en beste regisseur). Hurt won tevens de prijs voor beste acteur bij de BAFTA's en het Filmfestival van Cannes en ging naar huis met de Premi David di Donatello voor beste buitenlandse acteur. 
De Oscar die William Hurt won voor Kiss of the Spider Woman werd later uit zijn woning gestolen. Hij ontdekte de diefstal toen hij in juni 2005 verhuisde.